# Oskar Schröder

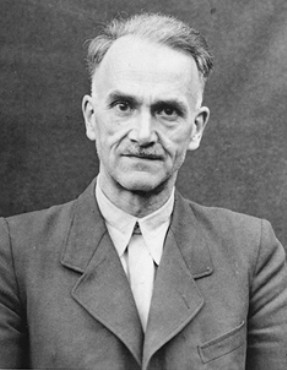
Oskar Schröder

Oskar Schröder (ur. 6 lutego 1891 roku w Hanowerze, zm. 26 stycznia 1958 roku w Monachium) – niemiecki lekarz oraz szef służb medycznych Luftwaffe. Zbrodniarz wojenny który w obozie koncentracyjnym w Dachau przeprowadzał na więźniach przerażające eksperymenty medyczne, głównie związane z wodą morską. Został postawiony przed Sąd Wojskowy podczas procesów norymberskich.

## Kariera
Oskar Schröder studiował na Akademii Kaiser-Wilhelm od 1910 do 1914 roku na wydziale medycyny, doktorat uzyskał w Berlinie dnia 30 sierpnia 1919 roku. W czasie gdy wybuchła I wojna światowa pełnił funkcję lekarza wojskowego. Po wojnie rozpoczął naukę w dziedzinie laryngologii w Königsbergu, która trwała przez około 5 lat (1920-1925). 1 stycznia 1931 roku wysłano go do wojskowego biura inspektoratu medycyny i pracował tam jako lekarz w wojskowym szpitalu oraz administracji wojskowej. W maju 1935 roku za sprawą wieloletniego przyjaciela Ericha Hippke przyjęto go na stanowisko szefa działu personalnego w Ministerstwie Lotnictwa III Rzeszy. Podczas II wojny światowej w lutym 1940 roku został lekarzem w drugiej flocie lotniczej i jako główny major przewodniczył w służbie medycznej.

## Eksperymenty z wodą morską
Schröder był jednym z wielu lekarzy którzy uczestniczyli w eksperymentach przeprowadzanych od lipca do września 1944 roku w obozie koncentracyjnym w Dachau na więźniach. Uczestnicy eksperymentu (było ich 44) nie jedli niczego, w zamian dostawali wodę morską co powodowało u nich przerażający ból prowadzący do szaleństwa.

## Proces i następstwa
Podczas rozpraw lekarzy w procesie norymberskim Oskar Schröder wraz z Viktorem Brackiem został uznany winnym przypisywanych mu czynów, a oskarżono go o zbrodnie wojenne, oraz zbrodnie przeciwko ludzkości: morderstwa, brutalności, okrucieństwa, tortury i czyny niehumanitarne. Skazano go na dożywocie, w późniejszym czasie karę zmniejszono do 15 lat pozbawienia wolności, w następstwie karę zawieszono.
W mowie kończącej Schröder przyznał:

"Co ja, jako oskarżony, mogę zrobić, aby wystąpić przeciwko tym argumentom? W całym moim życiu nie kierowało moją pracą pragnienie chwały czy zaszczytów, ale stanowczy zamiar poświęcania wszystkich moich zdolności i całej wiedzy w służbie mojej ukochanej ojczyzny; pragnąłem jako lekarz, pomóc żołnierzom leczyć rany powstałe w wyniku wojny i w czasie pokoju. Działałem jako lekarz opiekujący się każdą pojedynczą osobą, i jako oficer medyczny zajmujący się wieloma ludźmi, którzy znaleźli się w zasięgu mojej opieki."